# Big John (Motorrad)
Big John ist ein in den frühen 1960er Jahren gebautes Stromlinienmotorrad, mit dem der Landgeschwindigkeitsrekord – nicht allein der Motorrad-Geschwindigkeitsrekord – gebrochen werden sollte. Es erreichte 1963 zirka 500 km/h gefahren von Johnny Allen auf den Bonneville Salt Flats, jedoch kamen keine dem Reglement entsprechende Läufe zusammen, die John Cobbs seit 1947 bestehende Bestmarke annähernd gefährdeten. Der US-amerikanische Konstrukteur James Harold „Stormy“ Mangham aus Fort Worth (Texas) – bereits verantwortlich für die Entstehung des Triumph Streamliners –, hatte das mit einem 351-Kubikzoll (5752 cm³) Chevrolet-V8-Motor ausgerüstete Fahrzeug gebaut.
2021 war das Fahrzeug beim Mecum Auctions motorcycle sale in Las Vegas zu sehen. Die Maschine war direkt aus den Händen von Charles Mangham (des Erbauers Sohn) in jene des Besitzers zu diesem Zeitpunkt übergegangen.